# Grove Karl Gilbert

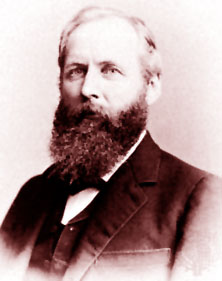
Grove Karl Gilbert, 1885

Grove Karl Gilbert (Rochester (New York), 6 mei 1843 – Jackson (Michigan), 1 mei 1918) was een Amerikaans geoloog en fysisch geograaf, bekend om zijn publicaties over de geomorfologie en geologie van de Verenigde Staten.

## Biografie
Gilbert was de zoon van een kunstenaar in Rochester. Hij studeerde tot 1862 aan de Universiteit van Rochester. In 1868 ging hij voor de geologische dienst van Ohio werken, hij deed veldonderzoek in onder andere het Grote Bekken en het gebied rondom de Grote Meren. In 1874 trouwde hij met Fannie Porter. Toen de geologische diensten van de westelijke staten in 1879 samengevoegd werden tot de USGS, kreeg hij de leiding over het onderzoek in het Grote Bekken.
In 1881 werd Gilbert naar Washington D.C. overgeplaatst voor kantoorwerk. Hij werd een naaste medewerker van John Wesley Powell, de directeur van de USGS. Dankzij zijn gestegen aanzien lukte het Gilbert een aantal van zijn ontdekkingen en theorieën over geomorfologie en geologie, die hij tijdens zijn eerdere werk had opgedaan, te publiceren. In 1893 werd Gilbert naar Colorado gestuurd om een irrigatieproject te leiden.
In 1899 stierf zijn vrouw na een langdurig ziekbed. Datzelfde jaar nam Gilbert deel aan de Harriman Alaska Expedition. Vanaf 1905 deed hij onderzoek naar mijnbouwmethodes in Californië. Vanaf 1909 ging het bergafwaarts met zijn gezondheid, hij stierf in 1918.

## Werk
Gilbert ontdekte tijdens zijn karteerwerk in het Grote Bekken dat hier in het Pleistoceen een groot meer moet hebben gelegen, waar onder andere het Great Salt Lake een restant van is. Hij noemde dit Lake Bonneville. Zijn studie van de hoge kusten van de Grote Meren deed hem inzien dat schommelingen in het waterniveau veroorzaakt werden door ijskappen, die de uitstroom blokkeerden tijdens het laatste glaciaal. In Ohio bracht hij gletsjermorenes in kaart.
Ook deed hij structureel geologisch werk, waaronder onderzoek naar breuken in de Rocky Mountains. In de Henry Mountains bestudeerde hij magmatische intrusies, die hij laccolieten noemde.

## Onderscheidingen en vernoemingen
Gilbert ontving de Wollaston medaille van de Geological Society in 1900. Naar hem vernoemd zijn een krater op de Maan en een krater op Mars.
- Bibsys: 90504190
- Biblioteca Nacional de España: XX1715226
- Bibliothèque nationale de France: cb13324718g (data)
- CiNii: DA02586327
- Gemeinsame Normdatei: 117729817
- International Standard Name Identifier: 0000 0000 8089 2248
- Library of Congress Control Number: n80035687
- Nationale Bibliotheek van Tsjechië: mub20221152083
- Nationale bibliotheek van Australië: 35713737
- Nationale Bibliotheek van Israël: 987007459872305171
- Nederlandse Thesaurus van Auteursnamen: 074118013
- PIC: 5253
- LIBRIS: 188224
- SNAC: w66h4k9f
- Système universitaire de documentation: 03321932X
- Semantic Scholar: 105070767
- Trove: 1053936
- Virtual International Authority File: 9991839
- WorldCat: E39PBJvmJGPQhJCTgyjCTQ6dwC